# Wereldkampioenschappen zwemmen 1973
De eerste wereldkampioenschappen zwemmen vonden plaats van 31 augustus tot 9 september 1973 in Belgrado. Er werden 18 wereldrecords en 21 Europese records gezwommen. 
Vooral de successen van de Oost-Duitse zwemmers en zwemsters vielen op. Ze wonnen meer wedstrijden dan de Amerikaanse, en vaak met "onwaarschijnlijke tijden". Daarbij werden toen ook al vraagtekens geplaatst. "Wat denkt men echter als een Italiaanse dokter van oordeel is, dat de spiervorming van [de 14-jarige] Kornelia Ender niet vrouwelijk is en de spiervorming bij de andere meisjes bovenmatig", schreef het Leidsch Dagblad. "Dan valt het woord anabolica. Een vage beschuldiging, die niet - zeker vooralsnog niet - waar kan worden gemaakt." (de ware omvang van het nationale dopingprogramma van de Oost-Duitse sport zou pas na de Duitse hereniging aan het licht komen). Enith Brigitha bezorgde Nederland twee medailles.

## Mannen

### Vrije slag

#### 100 m vrije slag
| Plaats | Land | Atleet          | Tijd  |
| ------ | ---- | --------------- | ----- |
| 1      | USA  | Jim Montgomery  | 51,70 |
| 2      | FRA  | Michel Rousseau | 52,08 |
| 3      | AUS  | Mike Wenden     | 52,22 |

#### 200 m Vrije slag
| Plaats | Land | Atleet         | Tijd    |
| ------ | ---- | -------------- | ------- |
| 1      | USA  | Jim Montgomery | 1.53,02 |
| 2      | USA  | Kurt Krumpholz | 1.53,61 |
| 3      | GDR  | Roger Pyttel   | 1.53,97 |

#### 400 m Vrije slag
| Plaats | Land | Atleet          | Tijd         |
| ------ | ---- | --------------- | ------------ |
| 1      | USA  | Rick DeMont     | 3.58,18 [WR] |
| 2      | AUS  | Bradford Cooper | 3.58,70      |
| 3      | SWE  | Bengt Gingsjö   | 4.01,27      |

#### 1500 m Vrije slag
| Plaats | Land | Atleet          | Tijd          |
| ------ | ---- | --------------- | ------------- |
| 1      | AUS  | Stephen Holland | 15.31,85 [WR] |
| 2      | USA  | Rick DeMont     | 15.35,44      |
| 3      | AUS  | Bradford Cooper | 15.45,04      |

Holland en DeMont waren zodanig geconcentreerd op hun duel dat ze na de 1500 meter nog twee banen verder streden, vooraleer ze doorhadden dat de wedstrijd erop zat.

### Vlinderslag

#### 100 m Vlinderslag
| Plaats | Land | Atleet          | Tijd  |
| ------ | ---- | --------------- | ----- |
| 1      | CAN  | Bruce Robertson | 55,69 |
| 2      | USA  | Joe Bottom      | 56,37 |
| 3      | USA  | Robin Backhaus  | 56,42 |

#### 200 m Vlinderslag
| Plaats | Land | Atleet           | Tijd    |
| ------ | ---- | ---------------- | ------- |
| 1      | USA  | Robin Backhaus   | 2.03,32 |
| 2      | USA  | Steven Gregg     | 2.03,58 |
| 3      | GDR  | Hartmut Flöckner | 2.03,84 |

### Rugslag

#### 100 m rugslag
| Plaats | Land | Atleet         | Tijd  |
| ------ | ---- | -------------- | ----- |
| 1      | GDR  | Roland Matthes | 57,47 |
| 2      | USA  | Mike Stamm     | 58,77 |
| 3      | GDR  | Lutz Wanja     | 59,08 |

#### 200 m Rugslag
| Plaats | Land | Atleet           | Tijd         |
| ------ | ---- | ---------------- | ------------ |
| 1      | GDR  | Roland Matthes   | 2.01,87 [WR] |
| 2      | HUN  | Zoltán Verrasztó | 2.05,89      |
| 3      | USA  | John Naber       | 2.06,91      |

### Schoolslag

#### 100 m Schoolslag
| Plaats | Land | Atleet           | Tijd         |
| ------ | ---- | ---------------- | ------------ |
| 1      | USA  | John Hencken     | 1.04,02 [WR] |
| 2      | URS  | Mihail Krioekin  | 1.04,61 [ER] |
| 3      | JPN  | Nobutaka Taguchi | 1.05,61      |

#### 200 m Schoolslag
| Plaats | Land | Atleet           | Tijd         |
| ------ | ---- | ---------------- | ------------ |
| 1      | GBR  | David Wilkie     | 2.19,28 [WR] |
| 2      | USA  | John Hencken     | 2.19,95      |
| 3      | JPN  | Nobutaka Taguchi | 2.23,11      |

### Wisselslag

#### 200 m Wisselslag
| Plaats | Land | Atleet         | Tijd    |
| ------ | ---- | -------------- | ------- |
| 1      | SWE  | Gunnar Larsson | 2.08,36 |
| 2      | USA  | Stan Carper    | 2.08,43 |
| 3      | GBR  | David Wilkie   | 2.08,84 |

#### 400 m Wisselslag
| Plaats | Land | Atleet          | Tijd         |
| ------ | ---- | --------------- | ------------ |
| 1      | HUN  | András Hargitay | 4.31,11 [ER] |
| 2      | USA  | Rod Strachan    | 4.33,50      |
| 3      | USA  | Rick Colella    | 4.34,68      |

### Aflossing

#### 4 x 100 m vrije slag
| Plaats | Land | Atleten                                                          | Tijd    |
| ------ | ---- | ---------------------------------------------------------------- | ------- |
| 1      | USA  | Mel Nash Joe Bottom Jim Montgomery John Murphy                   | 3.27,18 |
| 2      | URS  | Igor Grivennikov Viktor Aboymov Vladimir Krivtsov Vladimir Boere | 3.31,36 |
| 3      | GDR  | Roland Matthes Roger Pyttel Peter Bruch Hartmut Flöckner         | 3.32,03 |

#### 4 x 200 m vrije slag
| Plaats | Land | Atleten                                                  | Tijd         |
| ------ | ---- | -------------------------------------------------------- | ------------ |
| 1      | USA  | Kurt Krumpholz Robin Backhaus Rick Klatt Jim Montgomery  | 7.33,22 [WR] |
| 2      | AUS  | John Kulasalu Stephen Badger Bradford Cooper Mike Wenden | 7.43,65      |
| 3      | FRG  | Klaus Steinbach Werner Lampe Peter Nocke Folkert Meeuw   | 7.43,68      |

#### 4 x 100 m wisselslag
| Plaats | Land | Atleten                                                        | Tijd    |
| ------ | ---- | -------------------------------------------------------------- | ------- |
| 1      | USA  | Mike Stamm John Hencken Joe Bottom Jim Montgomery              | 3.49,49 |
| 2      | GDR  | Roland Matthes Jürgen Glas Hartmut Flöckner Roger Pyttel       | 3.53,24 |
| 3      | CAN  | Ian MacKenzie Peter Hrdlitschka Bruce Robertson Brian Philipps | 3.56,37 |

## Vrouwen

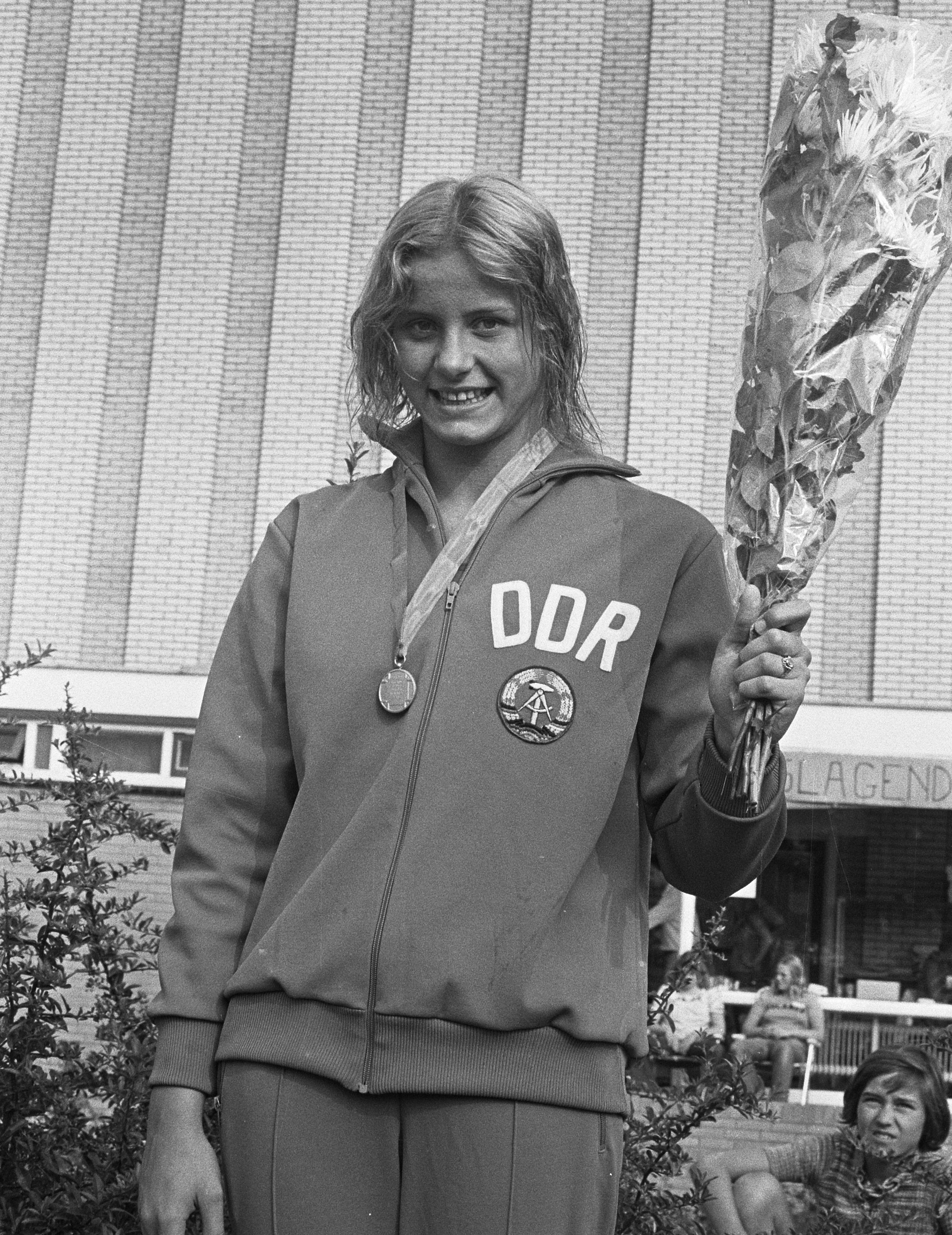
De nog geen 15-jarige Kornelia Ender (hier bij de Europacup in 1973) was een van de sterren van het DDR-zwemteam

### Vrije slag

#### 100 m Vrije slag
| Plaats | Land      | Atlete            | Tijd       |
| ------ | --------- | ----------------- | ---------- |
| 1      | GDR       | Kornelia Ender    | 57,54 [WR] |
| 2      | USA       | Shirley Babashoff | 58,87      |
| 3      | Nederland | Enith Brigitha    | 58,87      |

#### 200 m Vrije slag
| Plaats | Land | Atlete            | Tijd    |
| ------ | ---- | ----------------- | ------- |
| 1      | USA  | Keena Rothhammer  | 2.04,99 |
| 2      | USA  | Shirley Babashoff | 2.05,33 |
| 3      | GDR  | Andrea Eife       | 2.05,52 |

#### 400 m Vrije slag
| Plaats | Land | Atlete             | Tijd         |
| ------ | ---- | ------------------ | ------------ |
| 1      | USA  | Heather Greenwood  | 4:20,28      |
| 2      | USA  | Keena Rothhammer   | 4.21,50      |
| 3      | ITA  | Novella Calligaris | 4.21,79 [ER] |

#### 800 m Vrije slag
| Plaats | Land | Atlete             | Tijd         |
| ------ | ---- | ------------------ | ------------ |
| 1      | ITA  | Novella Calligaris | 8.52,97 [WR] |
| 2      | USA  | Jo Harshbarger     | 8.55,56      |
| 3      | GDR  | Gudrun Wegner      | 9.01,82      |

In dit nummer werd geen finale gezwommen. De drie snelste zwemsters uit de reeksen ontvingen de medailles. 

### Vlinderslag

#### 100 m Vlinderslag
| Plaats | Land | Atlete           | Tijd    |
| ------ | ---- | ---------------- | ------- |
| 1      | GDR  | Kornelia Ender   | 1.02,53 |
| 2      | GDR  | Rosemarie Kother | 1.02,68 |
| 3      | JPN  | Mayumi Aoki      | 1.03,73 |

#### 200 m Vlinderslag
| Plaats | Land | Atlete           | Tijd         |
| ------ | ---- | ---------------- | ------------ |
| 1      | GDR  | Rosemarie Kother | 2.13,76 [WR] |
| 2      | GDR  | Roswitha Beier   | 2.16,77      |
| 3      | USA  | Lynn Colella     | 2.19,53      |

### Rugslag

#### 100 m Rugslag
| Plaats | Land | Atlete         | Tijd    |
| ------ | ---- | -------------- | ------- |
| 1      | GDR  | Ulrike Richter | 1:05,42 |
| 2      | USA  | Melissa Belote | 1.06,11 |
| 3      | CAN  | Wendy Cook     | 1.06,27 |

Ulrike Richter had in de reeksen met 1:04.99 een nieuw wereld- en Europees record gezwommen.

#### 200 m Rugslag
| Plaats | Land      | Atlete          | Tijd    |
| ------ | --------- | --------------- | ------- |
| 1      | USA       | Melissa Belote  | 2:20,52 |
| 2      | Nederland | Enith Brigitha  | 2.22,15 |
| 3      | HUN       | Andrea Gyarmati | 2.22,48 |

### Schoolslag

#### 100 m Schoolslag
| Plaats | Land | Atlete              | Tijd         |
| ------ | ---- | ------------------- | ------------ |
| 1      | GDR  | Renate Vogel        | 1.13,74 [ER] |
| 2      | URS  | Ljoebov Roesanova   | 1.15,42      |
| 3      | GDR  | Brigitte Schuchardt | 1.15,82      |

#### 200 m Schoolslag
| Plaats | Land | Atlete         | Tijd         |
| ------ | ---- | -------------- | ------------ |
| 1      | GDR  | Renate Vogel   | 2.40,01 [ER] |
| 2      | GDR  | Hannelore Anke | 2.40,49      |
| 3      | USA  | Lynn Colella   | 2.41,71      |

### Wisselslag

#### 200 m Wisselslag
| Plaats | Land | Atlete         | Tijd         |
| ------ | ---- | -------------- | ------------ |
| 1      | GDR  | Andrea Hübner  | 2.20,51 [WR] |
| 2      | GDR  | Kornelia Ender | 2.21,21      |
| 3      | USA  | Kathy Heddy    | 2.23,84      |

#### 400 m Wisselslag
| Plaats | Land | Atlete             | Tijd         |
| ------ | ---- | ------------------ | ------------ |
| 1      | GDR  | Gudrun Wegner      | 4.57,51 [WR] |
| 2      | GDR  | Angela Franke      | 5.00,37      |
| 3      | ITA  | Novella Calligaris | 5.02,02      |

### Aflossing

#### 4 x 100 m vrije slag
| Plaats | Land | Atleten                                                         | Tijd         |
| ------ | ---- | --------------------------------------------------------------- | ------------ |
| 1      | GDR  | Kornelia Ender Andrea Eife Andrea Hübner Sylvia Eichner         | 3.52,45 [WR] |
| 2      | USA  | Kim Peyton Kathy Heddy Heather Greenwood Shirley Babashoff      | 3.55,52      |
| 3      | FRG  | Jutta Weber Heidemarie Reineck Gudrun Beckmann Angela Steinbach | 3.58,88      |

#### 4 x 100 m wisselslag
| Plaats | Land | Atleten                                                       | Tijd         |
| ------ | ---- | ------------------------------------------------------------- | ------------ |
| 1      | GDR  | Ulrike Richter Renate Vogel Rosemarie Kother Kornelia Ender   | 4.16,84 [WR] |
| 2      | USA  | Melissa Belote Marcia Morey Deena Deardurff Shirley Babashoff | 4:.25,80     |
| 3      | FRG  | Angelika Grieser Petra Nows Gudrun Beckmann Jutta Weber       | 4.26,57      |

Langebaan (50 meter):

mannen · vrouwen

Belgrado 1973 · 
Cali 1975 · 
West-Berlijn 1978 · 
Guayaquil 1982 · 
Madrid 1986 · 
Perth 1991 · 
Rome 1994 · 
Perth 1998 · 
Fukuoka 2001 · 
Barcelona 2003 · 
Montréal 2005 · 
Melbourne 2007 · 
Rome 2009 · 
Shanghai 2011 · 
Barcelona 2013 · 
Kazan 2015 · 
Boedapest 2017 ·
Gwangju 2019 · 
Boedapest 2022 · 
Fukuoka 2023 · 
Doha 2024 · 
Singapore 2025

Kortebaan (25 meter): 

Palma de Mallorca 1993 · 
Rio de Janeiro 1995 · 
Gotenburg 1997 · 
Hongkong 1999 · 
Athene 2000 · 
Moskou 2002 · 
Indianapolis 2004 · 
Shanghai 2006 · 
Manchester 2008 · 
Dubai 2010 · 
Istanboel 2012 · 
Doha 2014 · 
Windsor 2016 · 
Hangzhou 2018 · 
Abu Dhabi 2021 · 
Melbourne 2022 · 
Boedapest 2024